# 格美河
格美河，位于云南省剑川县金华镇东4公里处，源头海拔2977米，全长5.6公里，注入剑湖。因会发出类似笑声、哭声而闻名。